# Wesley França

## Carreira

### Infância
Nascido em Açailândia, no estado do Maranhão, Wesley mudou-se com sua família com apenas 2 anos de idade para o bairro de Sambaqui, na cidade de Florianópolis, Santa Catarina. Ele chegou às categorias de base do Figueirense em 2019, mas uma profunda crise fez o clube desativar suas divisões de base e o jogador acabou dispensado, o rival Avaí não o permitiu nem que passasse por testes.

### Atlético Tubarão
Em agosto de 2019, Wesley foi para o Atlético Tubarão. Destacou-se muito nas categorias de base e foi integrado ao time profissional aos 16 anos, mas o Atlético Tubarão acabou rebaixado no Campeonato Catarinense de 2020. Com o desempenho esportivo ruim, o clube criou um débito de seis meses em atraso da ajuda de custo que dava a Wesley no valor de 150 a 200 reais.
Fez sua estreia profissional no dia 13 de janeiro de 2021, entrando como substituto em uma derrota em casa por 3–0 para o Joinville, pela Copa Santa Catarina de 2020. Pelo Atlético Tubarão, atuou em apenas 5 partidas e marcou nenhum gol.

### Flamengo

#### 2021
Com ajuda do ex-jogador Sávio, empresário de Wesley, ele conseguiu um teste no Flamengo no ano de 2021 e foi aprovado em dois dias. Em menos de um mês, assumiu a titularidade no time do sub-20, e o clube o chamou para assinar um contrato de formação. Fez sua estreia pelo time no dia 9 de dezembro, entrando como titular em uma derrota fora de casa por 2–0 para o Atlético Goianiense, pela última rodada do Campeonato Brasileiro de 2021.

#### 2022
Wesley participou do elenco sub-20 do Flamengo que participou da Copa São Paulo de Futebol Júnior de 2022 e foi um dos destaques do time. Sua estreia na temporada 2022 pelo elenco profissional aconteceu em 26 de janeiro de 2022, entrando como titular em uma vitória, em casa, por 2–1 sobre a Portuguesa-RJ, pelo Campeonato Carioca de 2022.
No segundo semestre do mesmo ano, Wesley foi relacionado pelo técnico Dorival Júnior para jogos da Copa Libertadores da América de 2022, no qual foi conquistada pelo Flamengo.

#### 2023
Wesley fez sua primeira partida na temporada 2023 em 12 de janeiro, entrando como titular em uma vitória em casa por 1–0 sobre o Audax Rio, pelo Campeonato Carioca de 2023. Fez sua estreia em uma competição continental em 5 de abril, entrando como titular em uma derrota fora de casa por 2–1 para o Aucas, pela Copa Libertadores da América de 2023.
Depois da chegada do técnico Jorge Sampaoli ao comando do Flamengo, Wesley começou a ganhar mais oportunidades no time titular. Seu primeiro gol como jogador profissional aconteceu no dia 8 de junho, em uma vitória em casa sobre o Racing por 2–1, pela Copa Libertadores da América de 2023.
Wesley terminou a temporada como titular absoluto da lateral direita do Flamengo, ele participou de 54 dos 76 jogos do Rubro-Negro, sendo titular em 46.

### Roma
Em 28 de julho de 2025, a Roma, da Itália, anunciou a contratação de Wesley. Para contratar o lateral, o clube de Roma desembolsou 25 milhões de euros fixos (R$ 161,4 milhões) mais 5 milhões de euros (R$ 32,2 milhões) em metas. O brasileiro assinou contrato de cinco anos com o clube italiano. Wesley assumiu a camisa 43 da Roma, a mesma que usava no clube carioca, e se tornou o 46º brasileiro na história do clube.

## Estatísticas
Atualizado até 11 de agosto de 2024.

### Clubes
| Equipe            | Temporada         | Campeonato nacional | Campeonato nacional | Campeonato nacional | Copa nacional[a] | Copa nacional[a] | Copa nacional[a] | Competições continentais[b] | Competições continentais[b] | Competições continentais[b] | Outros torneios[c] | Outros torneios[c] | Outros torneios[c] | Total | Total | Total   |
| Equipe            | Temporada         | Jogos               | Gols                | Assist.             | Jogos            | Gols             | Assist.          | Jogos                       | Gols                        | Assist.                     | Jogos              | Gols               | Assist.            | Jogos | Gols  | Assist. |
| ----------------- | ----------------- | ------------------- | ------------------- | ------------------- | ---------------- | ---------------- | ---------------- | --------------------------- | --------------------------- | --------------------------- | ------------------ | ------------------ | ------------------ | ----- | ----- | ------- |
| Tubarão           | 2020              | —                   | —                   | —                   | —                | —                | —                | —                           | —                           | —                           | 5                  | 0                  | 0                  | 5     | 0     | 0       |
| Tubarão           | Total             | 0                   | 0                   | 0                   | 0                | 0                | 0                | 0                           | 0                           | 0                           | 5                  | 0                  | 0                  | 5     | 0     | 0       |
| Flamengo          | 2021              | 1                   | 0                   | 0                   | —                | —                | —                | —                           | —                           | —                           | —                  | —                  | —                  | 1     | 0     | 0       |
| Flamengo          | 2022              | 0                   | 0                   | 0                   | 0                | 0                | 0                | 0                           | 0                           | 0                           | 2                  | 0                  | 0                  | 2     | 0     | 0       |
| Flamengo          | 2023              | 35                  | 1                   | 1                   | 9                | 0                | 0                | 7                           | 1                           | 0                           | 3                  | 0                  | 0                  | 56    | 2     | 1       |
| Flamengo          | 2024              | 16                  | 0                   | 1                   | 3                | 0                | 0                | 2                           | 0                           | 0                           | 6                  | 0                  | 0                  | 27    | 0     | 1       |
| Flamengo          | Total             | 52                  | 1                   | 2                   | 12               | 0                | 0                | 9                           | 1                           | 0                           | 11                 | 0                  | 0                  | 86    | 2     | 2       |
| Total na carreira | Total na carreira | 52                  | 1                   | 2                   | 12               | 0                | 0                | 9                           | 1                           | 0                           | 16                 | 0                  | 0                  | 91    | 2     | 1       |

- a. ^ Jogos da Copa do Brasil
- b. ^ Jogos da Copa Libertadores da América
- c. ^ Jogos da Copa Santa Catarina e Campeonato Carioca

### Seleção Brasileira
Expanda a caixa de informações para conferir todos os jogos deste jogador, pela sua seleção nacional.
Principal
|                                        | Data                | Local                            | Resultado | Adversário | Gol(s) | Assist. | Competição                                  |
| -------------------------------------- | ------------------- | -------------------------------- | --------- | ---------- | ------ | ------- | ------------------------------------------- |
| 1.                                     | 20 de março de 2025 | Estádio Mané Garrincha, Brasília | 2–1       | Colômbia   | 0      | 0       | Eliminatórias da Copa do Mundo FIFA de 2026 |
| Legenda: Vitórias — Empates — Derrotas |                     |                                  |           |            |        |         |                                             |

## Títulos
Flamengo
- Copa Libertadores da América: 2022
- Copa do Brasil: 2022, 2024
- Supercopa Rei: 2025
- Campeonato Carioca: 2024, 2025[27]

### Prêmios individuais
- Seleção da Copa do Brasil: 2024[28]
- Seleção do Campeonato Brasileiro: 2024[29]
- Seleção do Campeonato Carioca: 2025[30]